# Senyiur
Senyiur is een bestuurslaag in het regentschap Oost-Lombok van de provincie West-Nusa Tenggara, Indonesië. Senyiur telt 3243 inwoners (volkstelling 2010).